# Andreas Amburger
Johann Andreas August Amburger (* 17. März 1741 in Idstein; † 21. Januar 1809 in Offenbach am Main) war ein deutscher Apotheker und Naturforscher.

## Leben
Nach dem Abitur begann Andreas Amburger in Kassel eine Apothekerlehre und begab sich nach Abschluss der Ausbildung für einige Zeit zu Studienzwecken nach Genf und später zur  Universität Straßburg, um hier Botanik, Chemie und Medizin zu studieren. An der Justus-Liebig-Universität Gießen promovierte er 1776 mit der Dissertation de calce viva zum Dr. med. 1770 ließ er sich in Offenbach nieder und eröffnete die  Apotheke Zum Löwen, die er bis zu seinem Tode betrieb.
1804 folgte Amburgers Ernennung zum fürstlichen Hofapotheker.
Nebenbei beschäftigte sich Amburger umfangreich mit Naturwissenschaften und besuchte Vorlesungen des Wissenschaftlers Johann Wilhelm Baumer,  der ihn zu Forschungen über die Heilwirkungen der heimischen Mineralquellen bewegte. Im Lahntal und im Rhein-Main-Gebiet erforschte Amburger eine Reihe von Mineralquellen und veröffentlichte die Ergebnisse seiner Analysen in Fachmagazinen und Einzelschriften, so dass eine breite Öffentlichkeit Kenntnisse über die Heilquellen erlangte. Für diese Arbeiten wurde er ausgezeichnet und erhielt den Ehrentitel Hofrat sowie fürstlicher Obermedizinalrat.

## Schriften
- Der Geilnauer Sauerbrunnen: eines der vorzüglichsten Mineralwasser Deutschlands, Offenbach Brede, 1809
- Versuche und Beobachtungen mit dem Sauerwasser bey Geilnau an der Lahn Offenbach 1809
- Der Geilnauer Sauerbrunnen: eines der vorzüglichsten Mineralwasser Deutschlands; mit neueren Erfahrungen vermerkt, Offenbach 1811

## Sonstiges
Die beiden jüngeren Brüder von Andreas, Karl Ludwig und Friedrich Wilhelm, gründeten als Handelsleute in St. Petersburg eine Unternehmerdynastie, so dass der Name Amburger eng mit der wirtschaftlichen Entwicklung Russlands verbunden ist.